# Damernas singel i rodel vid olympiska vinterspelen 2018
Damernas singel i rodel vid olympiska vinterspelen 2018 hölls på anläggningen Alpensia isbanecenter i närheten av Pyeongchang i Sydkorea mellan den 12 och 13 februari 2018. 

## Resultat
Fyra åk genomfördes under två dagar.
| Placering | Nr | Namn                   | Land                              | Åk 1   | Placering | Åk 2   | Placering | Åk 3   | Placering | Åk 4             | Placering        | Totalt   | Tid bakom |
| --------- | -- | ---------------------- | --------------------------------- | ------ | --------- | ------ | --------- | ------ | --------- | ---------------- | ---------------- | -------- | --------- |
| 1         | 6  | Natalie Geisenberger   | Tyskland                          | 46,245 | 1         | 46,209 | 3         | 46,280 | 1         | 46,498           | 2                | 3.05,232 | –         |
| 2         | 5  | Dajana Eitberger       | Tyskland                          | 46,381 | 7         | 46,193 | 2         | 46,577 | 7         | 46,448           | 1                | 3.05,599 | +0,367    |
| 3         | 11 | Alex Gough             | Kanada                            | 46,317 | 2         | 46,328 | 4         | 46,425 | 3         | 46,574           | 3                | 3.05,644 | +0,412    |
| 4         | 2  | Tatjana Hüfner         | Tyskland                          | 46,322 | 3         | 46,339 | 6         | 46,392 | 2         | 46,660           | 5                | 3.05,713 | +0,481    |
| 5         | 7  | Kimberley McRae        | Kanada                            | 46,339 | 4         | 46,449 | 8         | 46,480 | 4         | 46,610           | 4                | 3.05,878 | +0,646    |
| 6         | 1  | Erin Hamlin            | USA                               | 46,357 | 6         | 46,333 | 5         | 46,506 | 5         | 46,716           | 8                | 3.05,912 | +0,680    |
| 7         | 22 | Raluca Strămăturaru    | Rumänien                          | 46,469 | 8         | 46,532 | 12        | 46,606 | 9         | 46,681           | 6                | 3.06,288 | +1,056    |
| 8         | 20 | Aileen Frisch          | Sydkorea                          | 46,350 | 5         | 46,456 | 9         | 46,751 | 13        | 46,843           | 11               | 3.06,400 | +1,168    |
| 9         | 15 | Madeleine Egle         | Österrike                         | 46,726 | 14        | 46,646 | 14        | 46,541 | 6         | 46,696           | 7                | 3.06,609 | +1,377    |
| 10        | 8  | Andrea Vötter          | Italien                           | 46,577 | 10        | 46,483 | 11        | 46,907 | 15        | 46,892           | 13               | 3.06,859 | +1,627    |
| 11        | 10 | Martina Kocher         | Schweiz                           | 46,837 | 17        | 46,657 | 15        | 46,638 | 11        | 46,761           | 10               | 3.06,893 | +1,661    |
| 12        | 16 | Ulla Zirne             | Lettland                          | 46,471 | 9         | 46,409 | 7         | 47,327 | 22        | 46,895           | 14               | 3.07,102 | +1,870    |
| 13        | 21 | Brooke Apshkrum        | Kanada                            | 46,834 | 16        | 46,839 | 18        | 46,905 | 14        | 46,983           | 15               | 3.07,561 | +2,329    |
| 14        | 3  | Sandra Robatscher      | Italien                           | 46,620 | 12        | 47,116 | 24        | 47,083 | 17        | 46,746           | 9                | 3.07,565 | +2,333    |
| 15        | 13 | Jekaterina Baturina    | Olympiska idrottare från Ryssland | 47,122 | 21        | 46,700 | 16        | 46,675 | 12        | 47,122           | 17               | 3.07,619 | +2,387    |
| 16        | 12 | Elīza Cauce            | Lettland                          | 47,458 | 25        | 46,477 | 10        | 46,624 | 10        | 47,092           | 16               | 3.07,651 | +2,419    |
| 17        | 17 | Hannah Prock           | Österrike                         | 46,622 | 13        | 46,585 | 13        | 47,743 | 25        | 46,854           | 12               | 3.07,804 | +2,572    |
| 18        | 24 | Sung Eun-ryung         | Sydkorea                          | 46,918 | 18        | 46,851 | 20        | 47,205 | 18        | 47,276           | 18               | 3.08,250 | +3,018    |
| 19        | 4  | Summer Britcher        | USA                               | 46,829 | 15        | 46,132 | 1         | 46,603 | 8         | 48,770           | 19               | 3.08,334 | +3,102    |
| 20        | 14 | Ewa Kuls-Kusyk         | Polen                             | 47,037 | 20        | 46,933 | 22        | 47,212 | 19        | Gick inte vidare | Gick inte vidare | 2.21,182 | —         |
| 21        | 30 | Olena Sjchumova        | Ukraina                           | 46,950 | 19        | 46,844 | 19        | 47,751 | 26        | Gick inte vidare | Gick inte vidare | 2.21,545 | —         |
| 22        | 9  | Kendija Aparjode       | Lettland                          | 48,103 | 27        | 46,927 | 21        | 47,296 | 21        | Gick inte vidare | Gick inte vidare | 2.22,326 | —         |
| 23        | 27 | Katarina Šimoňáková    | Slovakien                         | 47,428 | 24        | 47,606 | 25        | 47,538 | 23        | Gick inte vidare | Gick inte vidare | 2.22,572 | —         |
| 24        | 25 | Verónica María Ravenna | Argentina                         | 47,175 | 22        | 47,788 | 26        | 47,739 | 24        | Gick inte vidare | Gick inte vidare | 2.22,702 | —         |
| 25        | 19 | Natalia Wojtuściszyn   | Polen                             | 49,133 | 29        | 46,736 | 17        | 47,290 | 20        | Gick inte vidare | Gick inte vidare | 2.23,159 | —         |
| 26        | 29 | Tereza Nosková         | Tjeckien                          | 47,813 | 26        | 48,132 | 27        | 47,921 | 27        | Gick inte vidare | Gick inte vidare | 2.23,866 | —         |
| 27        | 26 | Daria Obratov          | Kroatien                          | 48,615 | 28        | 48,252 | 28        | 48,686 | 29        | Gick inte vidare | Gick inte vidare | 2.25,553 | —         |
| 28        | 28 | Olena Stetskiv         | Ukraina                           | 50,599 | 30        | 48,303 | 29        | 47,929 | 28        | Gick inte vidare | Gick inte vidare | 2.26,831 | —         |
| 29        | 23 | Emily Sweeney          | USA                               | 46,595 | 11        | 46,960 | 23        | 46,917 | 16        | 0DNF0            | 20               | 0DNF0    |           |
| 30        | 18 | Birgit Platzer         | Österrike                         | 47,318 | 23        | 0DNF0  | 30        | 99,99  | 30        | 99,99            | 30               | 0DNF0    |           |